# 던컨 매카이
던컨 매카이(영어: Duncan Mackay, 1950년 7월 26일 ~)는 영국의 작곡가, 가수, 편곡가이자 키보드 연주자로 8장의 솔로 음반을 발매하고 여러 음악가들과 협업을 하였다. 잉글랜드 요크셔주 리즈에서 태어났다.
1974년부터 1977년까지 스티브 할리 & 코크니 레블(Steve Harley & Cockney Rebel)에서 활동하였고, 10cc에서는 1978년부터 1981년까지 활동했다. 또한 케이트 부시의 첫 세 정규 음반 《The Kick Inside》(1978), 《Lionheart》(1978), 《Never for Ever》(1980)과 카멜의 1981년 음반 《Nude》 및 버지의 1982년 음반 《Deliver Us from Evil》에 참여했다. 1980년대 초에서는 예스에서 짧게 키보드 연주자로 함께 하기도 했다.
2004년, 매카이는 남아프리카공화국의 가수이자 작곡가인 그렉 맥이언코코바오스와 《The First Time》이라는 제목의 음반을 완성했다.

## 디스코그래피
솔로
- Chimera (1974)
- Score (1977)
- Visa (1980)
- The Heart of the Machine (1988)
- The New Explorers (1988)
- Forward Vision (1988) (EP)
- Data First (1988)
- Russell Grant's Zodiac (1990)
- A Picture of Sound (2017) (1993)
- Kintsugi (2019)

스티브 할리 & 코크니 레블
- The Best Years of Our Lives (1975)
- Timeless Flight (1976)
- Love's a Prima Donna (1976)

알란 파슨스 프로젝트
- I Robot (1977)
- Pyramid (1978)
- Eve (1979)

10cc
- Bloody Tourists (1978)
- Look Hear? (1980)

케이트 부시
- The Kick Inside (1978)
- Lionheart (1978)
- Never for Ever (1980)

카멜
- Nude (1981)
- The Single Factor (1982)

버지
- Deliver Us from Evil (1982)

with 그레그 맥이언코코바오스
- The First Time (2004)

with 게오르그 보로스
- For Johann (2015) (EP)
- The Bletchley Park Project (2017)

레베카 레인, 믹 에반스, 던컨 매카이
- Timeless song (2017) (싱글)
- Painted Secrets (2018) (싱글)
- 7 Whispers (2018) (싱글)
- The point (2019) (싱글)
- Not Meant For Me (2019) (싱글)
- Gone Insane (2019) (싱글)
- Your life (2019) (싱글)
- Learn To Live (2020) (싱글)
- As The Sun Goes Down (2020) (싱글)